# Bunge (Fahrzeugwerk)
Die C. H. BUNGE KG (GmbH & Co.) Fahrzeugwerk war ein deutsches Unternehmen mit Sitz in Bremen-Mahndorf. Die hergestellten Produkte waren LKW-Anhänger und Aufbauten, Sattelauflieger, Tieflader, Kipper und Tankwagen. Außerdem baute Bunge auch Spezialfahrzeuge, wie z. B. die Fahrgestelle von Fahrgeschäften für die ebenfalls in Bremen beheimatete HUSS Maschinenfabrik.

## Geschichte

Werkhalle in Bremen-Mahndorf

Verwaltungstrakt in Bremen-Mahndorf

Christian Heinrich Bunge (* 8. August 1870; † 17. März 1963) entstammte einer westfälischen Schmiedemeisterfamilie. Er setzte diese Tradition fort, erlernte das Schmiedehandwerk und ging als Geselle auf Wanderschaft. Nach seinem Wehrdienst ging er nach Bremen, um dort seine Meisterprüfung abzulegen.
Am 18. Mai 1896 pachtete Bunge eine Schmiede in Bremen-Hemelingen und bereits acht Jahre später zog das Unternehmen in eine eigene und größere Produktionsstätte in die Hannoversche Straße um. Dort wurde mit der Fertigung exklusiver Kutschen begonnen. Selbst der Fürst von Schaumburg-Lippe, ein Schwager des damaligen Kaisers, besaß einen Bunge-Wagen.
Am 17. März 1902 kommt Bunges Sohn Wilhelm zur Welt und tritt 1918 in den väterlichen Betrieb ein. Er macht in Bremen eine Lehrausbildung und absolvierte 1924 Weiterbildungen an der Staatlichen Hufbeschlag- und Lehrschmiede Dresden. 1927 legt er in Wilhelmshaven seine Schmiedemeisterprüfung ab. Er kehrte in den väterlichen Betrieb zurück und wurde 1935 Teilhaber. Auf seine Initiative begann das Unternehmen mit dem Bau exklusiver Jagdwagen, Dogcarts, Chaisen und anderer Luxuswagen.
Bereits 1926 begann Bunge mit der Herstellung von Anhängern für die Landwirtschaft und für Fuhrbetriebe.
Nach dem Zweiten Weltkrieg wurde das Sortiment um Spezialfahrzeuge, Tieflader, Kipper und Kühlfahrzeuge erweitert, und es ging für das Unternehmen wirtschaftlich bergauf. 1954 wird ein größeres und moderneres Werk an der Stresemannstraße bezogen. 1961 fand die Auslieferung des ersten Tanksattelanhängers statt. Die Ölfeld- und Tankfahrzeuge wurden auch in den nahen Osten exportiert.
Im Februar 1973 zog Bunge in die von-Thünen-Straße in Bremen-Mahndorf. Auf einem 70.000 m² großen Gelände entstand eine 20.000 m² große Produktionshalle mit acht Fertigungsanlagen. Bunge hat zu diesem Zeitpunkt etwa 150 Mitarbeiter.
Anfang der 1980er Jahre kommt es zur Krise, da die Exportaufträge einbrechen. Nachdem es Probleme mit dem Nachfolger gegeben hatte, wurde das Unternehmen im März 1988 von Erben des Gründers an die Gebrüder Herbert und Gerhard Sommer verkauft, die bereits in Bielefeld ein Fahrzeugwerk mit 250 Mitarbeitern und 40 Millionen Mark Umsatz betrieben.
1996 feierte das Unternehmen sein hundertjähriges Bestehen. Es hatte damals knapp 170 Beschäftigte und fertigte nun auch Kofferfahrzeuge für Möbel- und Textiltransporte.
Anfang April 2003 wurde bekannt, dass sich die Sommer Gruppe neu ausrichten und in diesem Zusammenhang das Werk Bremen schließen und die Produktion nach Bielefeld, an den Sommer-Hauptsitz, verlegen will. Betriebsrat und Belegschaft warfen der Geschäftsführung hingegen vor „das Bremer Werk in unbeirrbarer Konsequenz herunter gewirtschaftet [zu haben]“. Der Standort wurde im Herbst des Jahres geschlossen und der Sitz der Gesellschaft am 11. November 2003 offiziell nach Bielefeld verlegt. Von der Werkschließung waren noch ca. 200 Mitarbeiter betroffen.